# 달나라
이유나의 나만 듣고싶은 라디오는 이유나 아나운서가 진행하고 있는 경기방송의 라디오 프로그램이다. 2017년 10월 14일부터 2019년 1월 6일까지 방송되었다.

## 역대 DJ
- 달다 (가수)
- 이유나 (경기방송 편성제작부 아나운서)

| KFM 경기방송                                       |                                                               |                   |
| 이전                                               | 서정덕의 한밤나라 (평일) 이유나의 나만 듣고싶은 라디오 (주말) | 다음              |
| 배형진의 음악풍경 (평일) 하지나의 더 로망스 (주말) | 서정덕의 한밤나라 (평일) 이유나의 나만 듣고싶은 라디오 (주말) | 이세나의 감성터치 |
| 20시 ~ 22시                                        | 22시 ~ 24시                                                   | 24시 ~ 2시        |
|                                                    |                                                               |                   |